# Biskamża
Biskamża (ros. Бискамжа) – osiedle typu miejskiego w Rosji, w Chakasji, w rejonie askiskim. W 2010 liczyło 1267 mieszkańców.